# Бобырь, Зинаида Анатольевна
Зинаида Анатольевна Бобы́рь (1909—1991) — советская переводчица с нескольких европейских языков. Широко известна своими переводами произведений Айзека Азимова, Эдмонда Гамильтона, Дж. Р. Р. Толкина («Сильмариллион», «Хоббит, или Туда и обратно», «Властелин колец»), Станислава Лема (некоторые рассказы «Звёздные дневники Ийона Тихого») и других. 
В 1930-х годах окончила Московский институт тонкой химической технологии, с 1943 года являлась сотрудницей журнала «Техника — молодёжи», в котором публиковались её переводы. Свободно владела двенадцатью иностранными языками. 
Всего Зинаида Бобырь перевела несколько сотен произведений (в основном рассказов) писателей-фантастов многих стран.